# 宽萼半蒴苣苔
宽萼半蒴苣苔（学名：Hemiboea latisepala）为苦苣苔科半蒴苣苔属下的一个种。